# Ван дер Пул, Аня
Аня ван Дист-ван дер Пул (нидерл. Anja van Diest-van der Poel; род.10 августа 1967 года в г. Рулофарендсвене Лейдене, провинция Южная Голландия) — нидерландская конькобежка, специализирующаяся в шорт-треке. Двукратный призёр чемпионатов мира по шорт-треку в эстафете. У Ани есть младшая сестра Венди ван дер Пул, активно выступала с 1986 по 1991 года на спринтерских дистанциях в конькобежном спорте, а также брат Арнольд, бывший конькобежец.

## Спортивная карьера
Аня ван дер Пул выступала в национальных чемпионатах с 1981 года. В 1989 году на чемпионате мира в Солихалле выиграла серебряную медаль в эстафете. На следующий год на очередном мировом первенстве в Амстердаме взяла бронзу в эстафете вместе с Моник Велзебур, Мануэлой Оссендрейвер,
Жоэль ван Кутсвелд и Присциллой Эрнст. В 1992 году стала бронзовым призёром чемпионата Нидерландов в общем зачёте, а в 1993 году Аня участвовала на командном чемпионате мира в Будапеште, где с командой заняла 6-е место.

## Работа тренером
После завершения карьеры участвовала в благотворительных акциях, работает тренером в Харлеме Нидерланды.